# Matías Zagazeta
Matías Zagazeta (Lima, 8 de setembro de 2003) é um automobilista peruano que atualmente compete no Campeonato de Fórmula 3 da FIA pela equipe DAMS Lucas Oil.

## Careira

### Fórmula Regional
Em 2022, Zagazeta juntou-se à G4 Racing para avançar para o Campeonato de Fórmula Regional Europeia. Ele impressionou imediatamente nos testes de pré-temporada, liderando a sessão final do teste coletivo de Barcelona.
Zagazeta participou do Campeonato de Fórmula Regional do Oriente Médio de 2023 com a equipe R-ace GP durante as três primeiras rodadas. Para sua campanha principal, Zagazeta permaneceu no Campeonato de Fórmula Regional Europeia, mas se transferiu para a R-ace GP.

### Fórmula 3
Zagazeta participou dos testes de pós-temporada do Campeonato de Fórmula 3 da FIA em 2022, pilotando pela equipe Charouz Racing System durante os dois últimos dias.
No ano seguinte, ele participou dos testes de pós-temporada em Jerez com a equipe Jenzer Motorsport.
Em 2024, a Jenzer Motorsport contratou Zagazeta para disputar a temporada completa de 2024. Ele perdeu a rodada de Mônaco devido a apendicite e foi substituído por James Hedley.
Zagazeta permaneceu na Fórmula 3 para a disputa da temporada de 2025, mas ele se transferiu para a nova equipe participante, DAMS Lucas Oil, após a Jenzer Motorsport deixar o campeonato.